# Râul Potopin
Râul Potopin este un curs de apă, afluent al râului Teslui. 